# Чанчала
Чанчала (англ. Chunchula) — переписна місцевість (CDP) в США, в окрузі Мобіл штату Алабама. Населення — 195 осіб (2020).

## Географія
Чанчала розташована за координатами 30°55′38″ пн. ш. 88°12′29″ зх. д. / 30.92722° пн. ш. 88.20806° зх. д. (30.927196, -88.208193).  За даними Бюро перепису населення США в 2010 році переписна місцевість мала площу 4,69 км², з яких 4,67 км² — суходіл та 0,02 км² — водойми.

## Демографія
Згідно з переписом 2010 року, у переписній місцевості мешкало 210 осіб у 86 домогосподарствах у складі 55 родин. Густота населення становила 45 осіб/км².  Було 98 помешкань (21/км²).
Расовий склад населення:
| - 51,9 % — чорних або афроамериканців - 45,7 % — білих |

До двох чи більше рас належало 2,4 %. Частка іспаномовних становила 0,5 % від усіх жителів.
За віковим діапазоном населення розподілялося таким чином: 21,9 % — особи молодші 18 років, 61,4 % — особи у віці 18—64 років, 16,7 % — особи у віці 65 років та старші. Медіана віку мешканця становила 37,5 року. На 100 осіб жіночої статі у переписній місцевості припадало 121,1 чоловіків;  на 100 жінок у віці від 18 років та старших — 107,6 чоловіків також старших 18 років.
Цивільне працевлаштоване населення становило 36 осіб. Основні галузі зайнятості: сільське господарство, лісництво, риболовля — 61,1 %, роздрібна торгівля — 38,9 %.